# Sitio de Xitlapehua
Sitio de Xitlapehua är en kommunhuvudort i Mexiko.   Den ligger i kommunen Sitio de Xitlapehua och delstaten Oaxaca, i den sydöstra delen av landet, 400 km sydost om huvudstaden Mexico City. Sitio de Xitlapehua ligger 1 554 meter över havet och antalet invånare är 522.
Terrängen runt Sitio de Xitlapehua är platt åt nordväst, men åt sydost är den kuperad. Runt Sitio de Xitlapehua är det ganska glesbefolkat, med 36 invånare per kvadratkilometer. Närmaste större samhälle är Miahuatlán de Porfirio Díaz, 7,1 km väster om Sitio de Xitlapehua. I omgivningarna runt Sitio de Xitlapehua växer huvudsakligen savannskog.